# Зварте-Ватер
Зварте-Ватер (нидерл. Zwarte Water) — река в провинции Оверэйссел. Название означает «чёрная вода».
Длина — 19 км. Река возникает в результате слияния двух ручьёв на юге Зволле, сначала протекает преимущественно на север, но в северной части Зволле поворачивает в северо-западном направлении, протекает через Хасселт и Звартслёйс, около Генемёйдена впадая в Зварте-Мер («чёрное озеро»), связанное с Эйсселмером.
Крупнейший приток — Фехте. Зварте-Ватер связана с рекой Эйссел двумя каналами. Первый канал Виллемсварт, построенный в 1819 году, уже не используется. Сообщение происходит по другому каналу Зволле-Эйссел, длиной в 2,5 км, открытому в 1964 году.